# Anelaphus inermis
Anelaphus inermis là một loài bọ cánh cứng trong họ Cerambycidae.